# 第三の波 (ハンティントン)
『第三の波』（だいさんのなみ、英語：The Third Wave: Democratization in the Late Twentieth Century）とは1991年にアメリカの政治学者サミュエル・P・ハンティントンによって発表された研究で、歴史において三番目に到来した1974年に端を発して世界各地で進行した民主化についての研究である。

## 概説
1927年に生まれたハンティントンはハーバード大学で博士号を授与され、ハーバード大学やコロンビア大学で教鞭をとり、1970年にハーバード大学政治学部長、1989年にはジョン・M・オリン戦略研究所所長などに就任する。ホワイトハウスの国家安全保障会議やアメリカ政治学会の理事にも携わっており、比較政治、政軍関係、政治発展についての研究業績がある。
ハンティントンは民主主義体制について「選挙による集団的な意志決定者の選出」と特徴付けており、非民主主義体制からこの体制へと移行することを民主化と呼んでいる。
歴史的な観点に立てば民主化の波は三度認めることが可能であり、第一の波はアメリカ合衆国の独立やフランス革命などを起点とする1828年から1926年の間であり、第一の波が生じた後の1922年から1942年の間にイタリアやドイツでのファシズムによる揺り戻しが到来した。
第二の波は第二次世界大戦中の1943年から1962年の間に発生したものであり、ドイツやイタリア、ラテンアメリカ諸国の民主化が進んだ。そしてその反動は1958年から1975年の間に生起しており、ラテンアメリカ諸国やアジアでは権威主義体制が各地で成立していた。
第三の波の原点についてハンティントンは1974年、より厳密には4月25日深夜0時25分に発生したポルトガルのリスボンでクーデターであったと述べている。1974年から1990年代にも及ぶ民主化の波はポルトガルに始まり、ギリシア、スペインといった南欧諸国、ペルー、アルゼンチン、ブラジル、インド、トルコ、フィリピン、パキスタンなどの第三世界、そしてハンガリー、東ドイツ、ブルガリアなどの共産主義諸国のほか、メキシコやパナマにまで波及し、非民主主義の体制を採用していた諸国において民主化が生じた。
このような第三の民主化の波の原因についてハンティントンは第一の波や第二の波と比較検討しながら、いくつかの要因が作用していることを指摘する。権威主義体制を支えていた正統性が軍事的敗北、経済的失敗により疑問視されるようになったこと、次に民主主義体制における生活水準や教育内容の向上、カトリック宗教界が権威主義の擁護から反対への政治的態度の転換、アメリカとソビエト、さらにヨーロッパが関与した安全保障協力の影響、全世界的なマスコミュニケーションの普及による民主化モデルの情報伝達、これらの要因が多面的に民主化の運動を基礎付けている。
しかし、これだけでは民主化の条件が満たされたにすぎず、政治的リーダーシップが必要となるはずである。第三の波を主導した政治的リーダーシップを理解するためには民主化の体制変動を旧体制の指導者が指導して行う体制改革、革新派の指導者が指導して行う体制変革、そして旧体制と反対派の協力によって行われる体制転換の三つに分けて考える必要がある。民主化は従来の政治指導者とその反対者との間の政治的な力学の中で決定されるものであり、一般に暴力的手段により確立された体制は暴力によって統治が行われる傾向にある。
ハンティントンが強調している点はある非民主主義体制の国家が独裁政権または軍事政権によって統治されているとしても、民主化の際にその政権を根絶することは逆に政治的不安定をもたらすことにある。民主主義体制の確立が可能となるためには、独裁政権や軍事政権が形成してきた社会に対する統治手段を一掃するのではなく、政治的安定性を喪失しないように段階的に移行しなければならない。民主化が成功したとしても、前政権の統治手段を民主政治のシステムと結合しなければならない。